# Irrequieto
L’Irrequieto è stato un cacciatorpediniere della Regia Marina.

## Storia
Il varo della Regia Nave Irrequieto avvenne il 12 dicembre 1912 presso le Officine e Cantieri Napoletani C & TT Pattison; madrina dell'evento fu la signora Blanche Wenner. All'entrata dell'Italia nella prima guerra mondiale l’Irrequieto faceva parte, con i gemelli Impavido, Intrepido, Indomito, Impetuoso ed Insidioso, della II Squadriglia Cacciatorpediniere, di base a Taranto (sebbene l’Indomito si trovasse al momento a La Spezia); comandante della nave era il capitano di corvetta Moreno.
Il 9 giugno 1915 l'unità scortò, insieme ai cacciatorpediniere Indomito, Intrepido, Impetuoso, Insidioso, Animoso, Ardito, Ardente, Audace ed all'esploratore Quarto, gli incrociatori corazzati Giuseppe Garibaldi e Vettor Pisani, partecipando al bombardamento dei fari di Capo Rodoni e San Giovanni di Medua.
Nelle prime ore del 17 luglio 1915 la nave, insieme all'esploratore Quarto ed ai cacciatorpediniere Animoso ed Intrepido, bombardò la stazione radiotelegrafica e le altre installazioni militari dell'isola Giuppana (Dalmazia). La missione, in concomitanza con un altro bombardamento effettuato dalla V Divisione navale, fu interrotta in seguito all'avvistamento – da parte delle navi della V Divisione – di sommergibili avversari (che ugualmente silurarono ed affondarono l'incrociatore corazzato Garibaldi sulla rotta di rientro; l’Intrepido prese parte ai soccorsi, che permisero il salvataggio di 525 uomini su 578 imbarcati sull'incrociatore).
Il 3 dicembre dello stesso anno la nave salpò da Brindisi per scortare, insieme ad Intrepido, Impetuoso, Indomito ed Insidioso, uno dei primi convogli di rifornimenti per le truppe italiane dislocate in Albania, composto dai trasporti truppe Re Umberto e Valparaiso (che trasportavano in tutto 1800 uomini e 150 quadrupedi). Giunto ormai il convoglio all'altezza di San Giovanni di Medua, il Re Umberto, con 765 uomini a bordo, urtò una mina (posata dal sommergibile austro-tedesco UC 14) ed affondò spezzato in due, in un quarto d'ora; i pronti soccorsi permisero tuttavia di salvare 712 uomini.
A partire dal 24 febbraio 1916 l'unità, insieme ai cacciatorpediniere Ardito e Bersagliere ed agli incrociatori ausiliari Città di Siracusa e Città di Catania, iniziò a bombardare le truppe austroungariche in avanzata, che stavano per occupare Durazzo.
Il 25 giugno dello stesso anno la nave fece parte del gruppo di protezione a distanza (esploratore Marsala, cacciatorpediniere Insidioso, Impavido ed Audace) durante un nuovo attacco dei MAS 5 e 7, in questa occasione contro Durazzo: il risultato fu il grave danneggiamento del piroscafo Sarajevo (1111 tsl).
Il 9 luglio 1916 l’Irrequieto e l’Impetuoso si posero all'inseguimento dell'esploratore austroungarico Novara, che aveva attaccato lo sbarramento del Canale d'Otranto ed affondato i drifters Astrum, Spei e Claivis, ma la nave avversaria riuscì a riparare a Cattaro prima di poter essere raggiunta.
L'11 giugno 1917 fornì scorta a distanza, insieme all’Insidioso ed alle torpediniere Airone ed Ardea, a 10 idrovolanti inviati a bombardare Durazzo.
Nel dopoguerra l’Irrequieto fu sottoposto a lavori di modifica al termine dei quali l'armamento risultò composto da 5 cannoni da 102 mm, uno da 40 mm e 4 tubi lanciasiluri da 450 mm.
Nel 1929 la nave fu declassata a torpediniera.
Radiata nel 1937, fu avviata alla demolizione.